# Marcos Ambrose
Pour les articles homonymes, voir Ambrose.
Statistiques en NASCAR Cup Series
Dernière mise à jour : 11 février 2015 
Marcos Ambrose (né le 1er septembre 1976 à Launceston, Tasmanie) est un des plus célèbres pilotes automobiles australiens qui s'est illustré dans son pays natal grâce à de nombreux titres de champion, dont deux obtenus dans le réputé championnat australien V8 Supercars Australia.

## Débuts de carrière
Il débuta en karting à 12 ans, il gagna quatre titres de champion de Tasmanie de karting, catégorie cadets, puis entra dans l'élite supérieure à 16 ans, où il ajouta trois titres de champion de Tasmanie de karting à son palmarès. En 1996, il quitta l'Australie pour l'Angleterre avec pour objectif son rêve, la Formule 1. Là-bas, il apprit vite et remporta plusieurs courses mais malgré ces victoires, Ambrose aura besoin d'un soutien financier et dut rentrer en Australie.

## 2001-2005: V8 Supercars
En 2001, l'écurie australienne Stone Brothers Racing Team et Ford signent Marcos pour le championnat V8 Supercars Australia. À bord de la Ford Falcon no 4, Il termine la saison 2001 sur une encourageante 8e place avec à la clé une manche victorieuse et quatre pole positions (dont une à Melbourne et une à Bathurst 1000). La saison 2002 voit la toute première « vraie » victoire de Marcos Ambrose sur la première course de la deuxième manche à Phillip Island. Il termina la saison en beauté avec une victoire dans la manche finale à Sandown 500 et pour finalement une 3e place, synonyme de meilleur pilote Ford de l'année. Les saisons 2003 et 2004 seront les bonnes pour Ambrose. En effet, Marcos Ambrose devient champion du monde de V8 Supercars Australia avec 6 meetings victorieux sur 13 et 102 points d'avance sur son plus grand rival cette saison, le pilote Holden Greg Murphy (en). L'année 2004 est à peine meilleure que la précédente : malgré à nouveau 6 meetings victorieux sur les 13, il a inscrit environ 90 points de plus que la saison 2003 (2174 pts contre 2085 pts) et devance de 236 points son compatriote et coéquipier Russell Ingall (en). Ce dernier, quant à lui, remporte haut la main le championnat 2005 en devançant Craig Lowndes, quintuple champion du monde de V8 Supercars et Marcos Ambrose. Jusqu'à la 10e manche à Bathurst, Ambrose était bien parti pour enlever un 3e titre de champion où un accident controversé lui causa l'abandon et la perte du championnat pour 65 petits points. En 2006, à la première cours du championnat, Ambrose a annoncé son intention de devenir le premier australien à rivaliser à plein temps dans le championnat américain NASCAR. Il aura gain de cause car Ford Motor Company a signé Marcos pour rivaliser avec l'écurie Wood Brothers/JTG Racing dans la catégorie Craftsman Truck Series.

## 2006-2014: Nascar

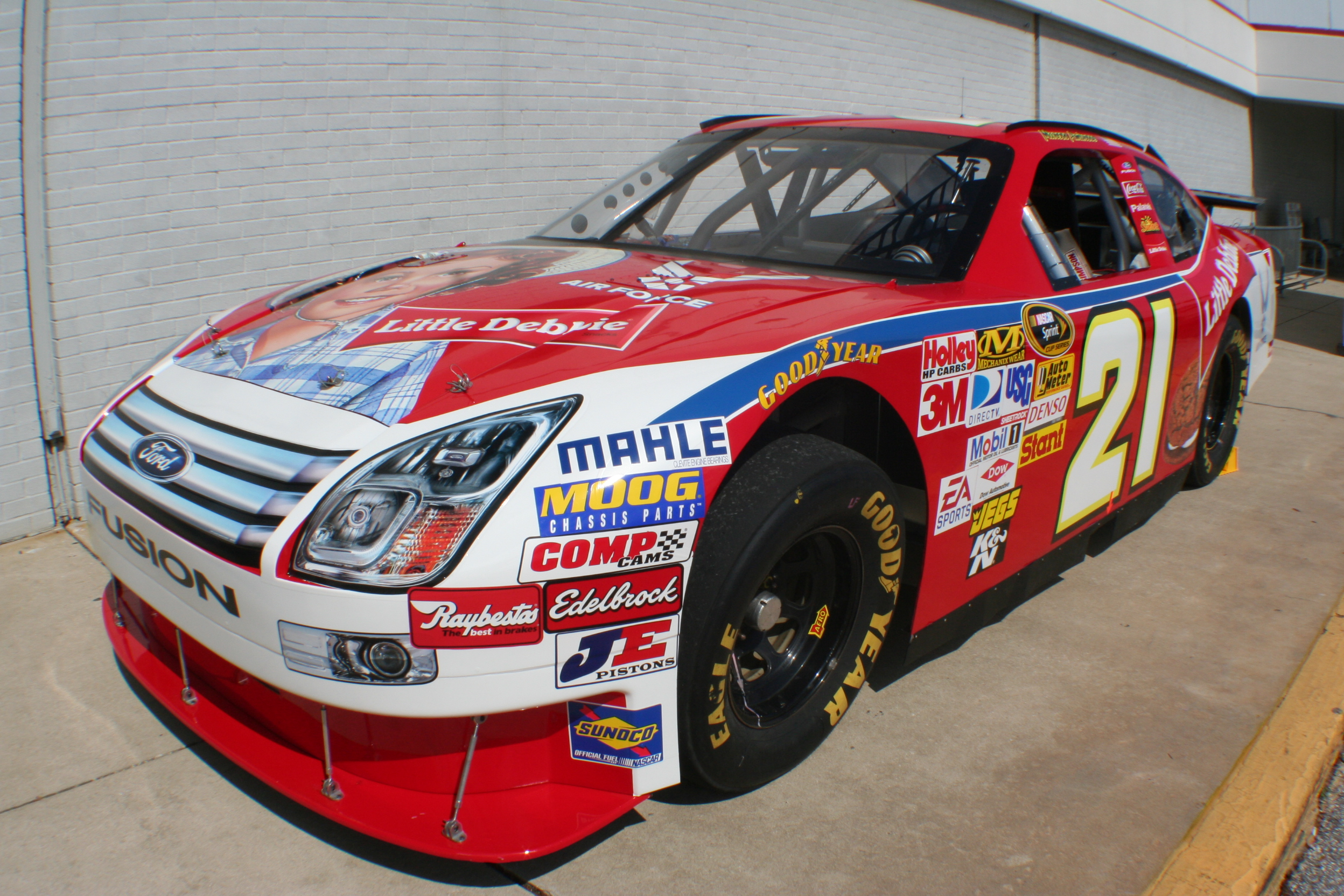
La Ford Fusion de NASCAR de Marcos Ambrose

C'est le premier non-américain à signer sa première pole au Kentucky en Craftsman, depuis Ron Fellows le 26 juin 1999. Ambrose est encore entré dans l'histoire de la Nascar car il a terminé 3e dans le Kansas Speedway, synonyme de premier top 5 pour l'Australien, ce qui n'était plus arrivé depuis une nouvelle fois le Canadien Ron Fellows qui, ce jour-là, avait donc fait la pole mais avait aussi remporté la course le lendemain de sa pole à Watkins Glen. Marcos a confirmé ce résultat en se classant à nouveau 3e. C'est la première fois qu'un rookie de la Nascar réussit à faire deux top 5 dans la même année. Grâce à ces deux bons résultats, il termine 21e au classement final. Cette année, Marcos Ambrose court dans le championnat Busch Series avec le no 59 de l'écurie Wood Brothers/JTG Racing, où il fait une bonne saison avec notamment quatre top 10. Finalement, il se classe 8e à 1 328 points du champion Carl Edwards. C'est également le 2e meilleur rookie en Nationwide Series, derrière David Ragan. De plus, Il a remporté son premier succès américain en 2008 à l'occasion de la manche de Nationwide Series disputée sur le circuit routier de Watkins Glen.

Le 15 aout 2011, il remporte sa première course de Nascar Sprint Cup à l'occasion de la course routière de Watkins Glen.
Le 12 août 2012, il récidive sur le même circuit après un incroyable duel face à Brad Keselowski et Kyle Busch lors du dernier tour de l'épreuve.

## 2015: Retour en V8 Supercars
En septembre 2014, souhaitant retourner en Australie, il confirme que 2014 sera sa dernière saison en NASCAR. Après avoir participé à la dernière manche du championnat 2014 à Sydney, son engagement pour la totalité du championnat dès 2015 est confirmé. Après trois courses, il décide de laisser le volant à son compatriote Scott Pye, ne participant qu'aux courses d'endurance en milieux de saison. Il se classe 43e du championnat.